# Ratpenat frugívor d'Anchieta
El ratpenat frugívor d'Anchieta (Plerotes anchietae) és una espècie de ratpenat de la família dels pteropòdids. Viu a Angola, la República Democràtica del Congo, Malawi i Zàmbia. El seu hàbitat natural són els boscos i les àrees de mosaic de bosc-zona humida. Pot ser que estigui amenaçada per la desforestació causada pel desenvolupament agrícola, la tala d'arbres i incendis provocats per caçadors furtius.
Fou anomenat en honor de l'explorador i naturalista portuguès José Alberto de Oliveira Anchieta.